# آدریانا لوویر
آدریانا لوویر (انگلیسی: Adriana Louvier؛ زادهٔ ۱۸ سپتامبر ۱۹۸۰) بازیگر، مجری تلویزیون اهل مکزیک است.